# 박준혁 (축구 선수)
박준혁(1987년 4월 11일 ~ )은 대한민국의 축구 선수이다. 포지션은 골키퍼이다.

## 클럽 경력
박준혁은 영희초등학교, 배재중학교와 신갈고등학교를 졸업하고 전주대학교에 진학했다. 4학년이던 2009년 U리그에서는 우수 선수로 뽑혔다. 졸업 후 그는 2010년 신인 드래프트에서 경남에 입단했다. 그러나 한 시즌 동안 단 한 경기도 출전하지 못하였다.
2011 시즌을 앞두고 자유 계약 선수가 된 박준혁은 대구로 이적했다. 2011년 3월 16일 전 소속 구단 경남과의 리그 컵 경기에서 데뷔전을 치렀다. 대구는 두 골을 내주며 0-2로 패배하였지만 이영진 감독은 박준혁의 경기를 지켜본 후 "가능성을 봤다"고 언급했다. 약 2개월 후 5월 23일 박준혁은 서울전에서 리그 데뷔전을 치렀고, 많은 선방을 보여주며 2-0 승리를 이끌었다. 경기 후 이영진 감독은 김병지나 권순태와 비교해도 손색 없는 골키퍼라며 칭찬을 아끼지 않았다. 일주일 후 그는 포항 스틸러스전에도 출전하였고, 경기는 2-2 무승부로 끝이 났다. 2011년 6월 11일 대전 시티즌 전에서 후반 37분 김한섭과 몸싸움 중에 마찰을 빚어 퇴장을 당하였다. 이때 교체 카드를 모두 사용한 상태라 수비수 안재훈이 대신 골문을 지켰다. 2012년 주전 경쟁을 벌이던 백민철이 경남 FC로 이적한 이후 완벽히 주전 골키퍼 자리를 굳혔다.
2013 시즌을 앞두고 제주 유나이티드로 이적하였다.
2014 시즌을 앞두고 성남 FC로 이적하였다. 2014년 FA컵 결승전의 승부차기에서 선방을 보이며 팀의 FA컵 우승을 이끌었다.
2015년 12월 현역으로 입대하였고, 신인인 김동준이 주전 골키퍼로 자리잡게 되었다. 하지만, 2016년 7월 개인적인 사유로 전역하여 성남에 복귀하였고, 성남은 그 동안 전상욱의 투병과 7월 18일에는 김동준이 올림픽 국가대표 차출 등으로 불안했던 골키퍼 문제를 해결하였다.
2017년 공익 근무를 목적으로 포천 시민축구단에 입단하였으며, 2018년 7월 대전 시티즌으로 이적하였다. 2019년 1월 4일에는 전남 드래곤즈로 이적하였다.
2021년 시즌을 마치고 계약 만료로 전남 드래곤즈를 떠났다.
2022년 시즌을 앞두고 K3리그의 천안시 축구단에 입단했다.

## 수상

### 개인

#### 성남FC
- 2014년 FA컵 최우수선수상

### 클럽

#### 성남FC
- FA컵 우승 1회 (2014년)

#### 포천 시민축구단
- K3리그 우승 1회 (2017년)

#### 전남 드래곤즈
- FA컵 우승 1회 (2021년)